# 죽은 척

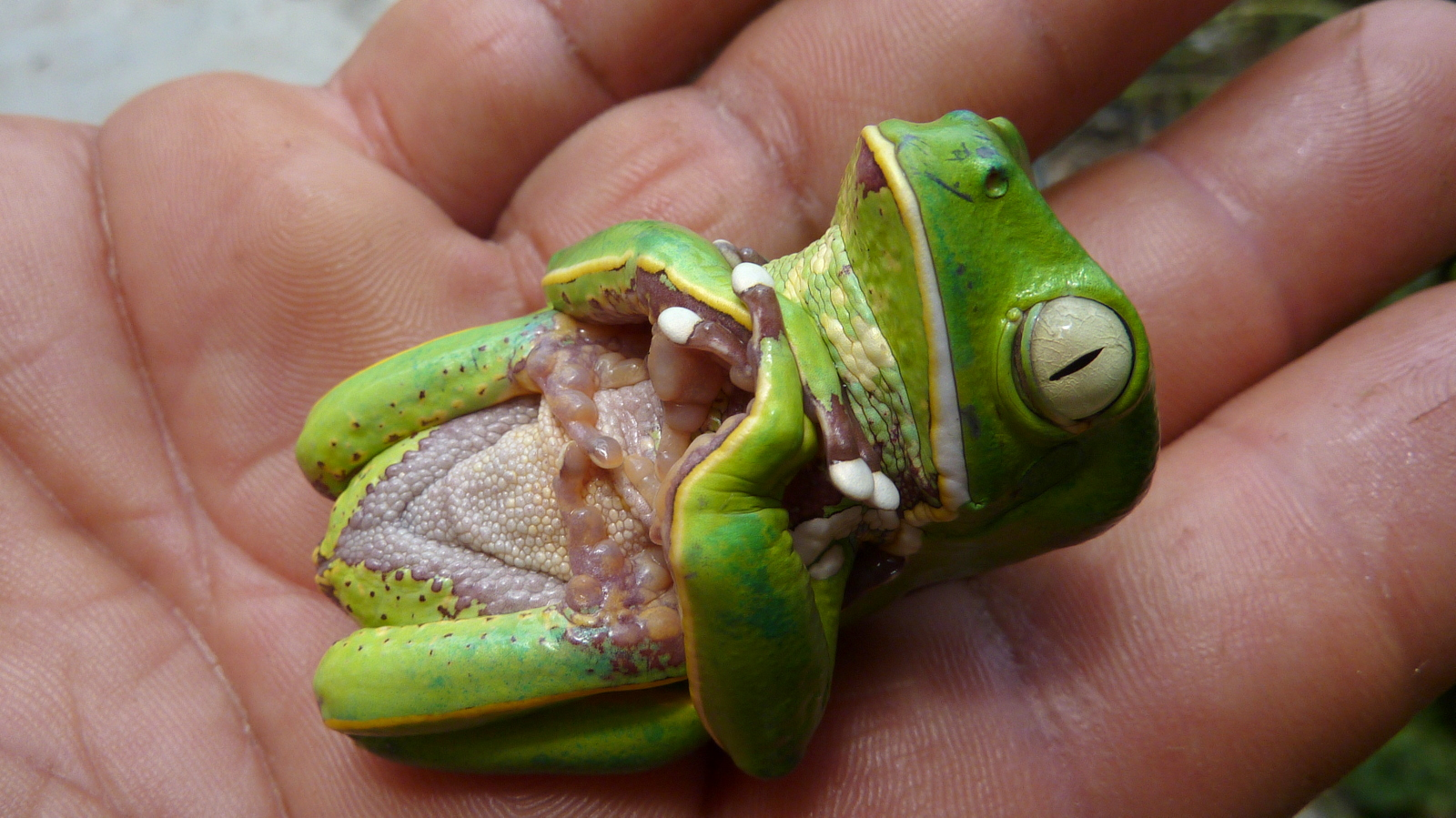
죽은 척 하는 걷는잎개구리(브라질 촬영).

죽은 척(thanatosis)은 동물이 죽음을 가장하는 적응행동이다. 포식자를 피하려는 방어기작으로 죽은 척을 하는 동물도 있고, 반대로 먹이를 꾀어내기 위한 미믹으로 죽은 척을 하는 동물도 있다. 엄청나게 다양한 동물들에게서 관찰된다.

## 같이 보기
- 투쟁-도피 반응
- 실신
- 테트로도톡신
- 타나토스